# São Gabriel de Nossa Senhora das Dores (título cardinalício)
São Gabriel de Nossa Senhora das Dores é um título presbiterial instituído em  14 de fevereiro de 2015 pelo Papa Francisco.

## Titulares protetores
- Júlio Duarte Langa (desde 2015)